# Стоун, Мэтт
Мэ́ттью Ри́чард Сто́ун (англ. Matthew Richard Stone; род. 26 мая 1971) — американский мультипликатор, продюсер, сценарист, актёр и композитор. Наиболее известен как создатель мультсериала «Южный парк» (1997 — н. в.) и разработчик Книги Мормона (2011) вместе со своим творческим партнёром Треем Паркером. В детстве и средней школе Стоун интересовался кино и музыкой. Учился в Университете Колорадо в Боулдере, где познакомился с Паркером. Они сотрудничали в различных короткометражных фильмах и снялись в полнометражном мюзикле «Каннибал! Мюзикл»
Стоун и Паркер переехали в Лос-Анджелес и написали свой второй фильм «Оргазмо» (1997). Перед премьерой фильма, в августе 1997 года состоялась премьера «Южного парка» на канале Comedy Central. В 1999 году вышел фильм «Южный парк: Большой, длинный и необрезанный», основанный на сериале, который получил хорошие отзывы как от критиков, так и от фанатов. Стоун продолжил писать и продюсировать, а также снялся в сатирической комедии «Команда Америка: мировая полиция». После нескольких лет разработки состоялась премьера фильма «Книга Мормона»  на Бродвее с хорошими отзывами. В 2013 году Стоун и Паркер основали собственную продюсерскую студию Important Studios.
Стоун был лауреатом различных наград на протяжении своей карьеры, в том числе пяти прайм-тайм «Эмми»  за работу над Южным парком, а также трех премий «Тони» и одной премии «Грэмми» за Книгу Мормона.
В 2021 году Стоун и Паркер подписали контракт на 900,000,000$ с Paramount Global на шесть дополнительных сезонов Южного парка и 14 фильмов вселенной Южного парка для потоковой передачи.

## Ранние годы
Стоун родился в Хьюстоне, Техас, в семье у Шейлы Лоис Стоун (урождённой Беласко) и Джеральда Уитни Стоуна, профессора экономики (в честь них была названа семейная пара из «South Park», Шейла и Джеральд Брофловски; как и семья Брофловски, семья Мэтта Стоуна была иудейской). Он имеет ирландско-американское происхождение со стороны отца и еврейское со стороны матери. Также у Стоуна есть сестра по имени Рэйчел. Мэтт Стоун вырос в районе Денвера, позже переехал в Литлтон, Колорадо. Он жил недалеко от школы «Колумбайн», однако, в противоположность большинству, посещал не её, а «Хэритейдж» в Литтлтоне. Его отец беспокоился, что он станет "бездомным бомжом", поэтому настаивал на том, чтобы его сын специализировался на чем-то "практическом". Они сошлись на том, что Мэтт будет изучать как математику, так и кино. В Университете Колорадо в Боулдере Стоун получил диплом математика, а также, в 1993 году, двойную степень бакалавра искусств.

## Карьера
Во время учёбы в Университете Колорадо Мэтт Стоун познакомился с Треем Паркером. Не считая короткометражек, их первым серьёзным проектом стал фильм «Каннибал! Мюзикл», впоследствии приобретший культовый статус. В 1997 году, благодаря популярности двух короткометражных мультфильмов «Дух Рождества», начался самый известный проект Стоуна и Паркера — «Южный парк». Кроме того, в 1998 году Паркер и Стоун вдвоём снялись в главных ролях в фильме Дэвида Цукера «БЕЙСкетбол»; благодаря ему критикой был отмечен талант Стоуна как комедийного актёра.
В 1999 году вышел полнометражный фильм на основе сериала — «Саут-Парк: большой, длинный и необрезанный», добившийся значительного критического успеха и номинированный на «Оскар».
В 2000 году Стоун вместе с Паркером пришли под воздействием LSD на церемонию «Оскара»; их наряды повторяли одежду, которую надевали Дженнифер Лопес и Гвинет Пэлтроу на предыдущих церемониях.
В 2001 году Стоун и Паркер создали сериал (вышло 8 серий) «Это мой Буш!» — пародию на шаблонные ситкомы и президента Джорджа Буша. В октябре 2004 года вышел полнометражный кукольный мультфильм «Команда Америка: мировая полиция»; Стоун является создателем вместе с Паркером, сопродюсером, сосценаристом и одним из ведущих актёров озвучивания.
Вместе с Паркером Стоун также является участником группы DVDA, в которой он играет на бас-гитаре и ударных. DVDA не выпустили ни одного номерного альбома, однако их песни были использованы в саундтреках почти ко всем фильмам и сериалам Паркера и Стоуна, в том числе — к «Команде Америка». Стоун находится в хороших отношениях с группой Primus и их лидером Лесом Клэйпулом; у них на разогреве выступали DVDA, в альбоме Primus 1999 года Antipop Мэтт поучаствовал в качестве приглашённого продюсера трека «Natural Joe», также он снялся в мокьюментари Клэйпула Electric Apricot: Quest For Festeroo.
28 сентября 2007 года Стоуном и Паркером были куплены права на телесериал канадского производства Kenny vs. Spenny; 14 ноября того же года шоу вышло на Comedy Central с десятью старыми и новыми эпизодами.
В настоящее время Стоун проживает в Лос-Анджелесе.

### Боулинг для Колумбины
В 2002 году Мэтт Стоун дал интервью для документального фильма Майкла Мура «Боулинг для Колумбины», в котором он говорил о социальном опыте времён своей юности в Литтлтоне и социальном отчуждении, которое может послужить причиной для трагедий вроде массового убийства в школе «Колумбайн». Сразу после интервью в фильме находится короткий анимационный фрагмент об истории оружия, сделанный в стиле, напоминающем South Park.

## Личная жизнь
С 2008 года женат на Анджеле Ховард. У них есть двое детей.
Мэтт описывает себя как еврея по национальности, поскольку его мать была еврейкой
Стоун — атеист

## Фильмография

### Совместно сТреем Паркером
- Твоя студия и ты (1995) — соавтор сценария
- Искажённое время (1995) — телесериал, 2 пилотные серии
- Каннибал! Мюзикл (снят в 1993, выпущен 1996) — соавтор сценария, актёр, продюсер
- Дух Рождества (Иисус против Фрости — 1992, Иисус против Санты — 1995)
- Оргазмо (1997), — актёр, соавтор сценария, продюсер
- Южный парк (мультсериал, с 1997 по настоящее время) — создатель, актёр озвучивания, автор сценария, режиссёр, продюсер
- БЕЙСкетбол (1998) — актёр
- Саус Парк: большой, длинный и необрезанный (1999), — соавтор сценария, актёр озвучивания, композитор
- «Even If You Don’t» (видеоклип Ween, 2000)
- Это мой Буш! (телесериал, 2001), — создатель, автор сценария, продюсер
- Принцесса (сериал, анимированный на Flash, 2 серии, 2003), — соавтор сценария, продюсер, режиссёр
- Команда Америка: мировая полиция (2004) — соавтор сценария, актёр озвучивания, продюсер
- My All American (2008)
- Giant Monsters Attack Japan! (2009)
- Книга мормона (2011)

### Другое
- Беспредельный террор (1999) — актёр (в титрах не указан)
- Боулинг для Колумбины (документальный фильм, 2003) — интервью
- Kenny vs. Spenny (телесериал, с 2003 по настоящее время) — продюсер
- This Film Is Not Yet Rated (2006) — интервью
- Electric Apricot: Quest For Festeroo (псевдодокументальный фильм, 2007) — Том «The Taper»

### Голоса в «Южном парке»
- Кайл Брофловски
- Кенни Маккормик
- Баттерс
- Джеральд Брофловски
- Стюарт Маккормик
- Джимбо Керн
- Иисус
- Большой Эл-гомосек
- Саддам Хусейн
- Пип
- Крэйг Такер
- Терренс
- Твик Твик
- Отец Джимми
- Отец Макси
- Кевин
- Мистер Адлер